# Yeliz Kuvancı
Yeliz Kuvancı (* 3. April 1987 in Ankara) ist eine türkische Schauspielerin.

## Leben und Karriere
Kuvancı wurde am 3. April 1987 in Ankara geboren. Sie studierte an der Beykent Üniversitesi. Ihr Debüt gab sie 2010 in der Fernsehserie Öyle Bir Geçer Zaman ki Dann spielte sie in Seni Bana Yazmışlar die Hauptrolle. Außerdem bekam sie eine Rolle in Böyle Bitmesin. Unter anderem wurde sie für die Serien Kocamın Ailesi und als Itır in Hangimiz Sevmedik gecastet. 2020 war sie in Tutunamayanlar zu sehen, 
Zwischen 2020 und 2022 spielte sie in Sadakatsiz mit.

## Filmografie
Filme
- 2013: Düğün Dernek

Serien
- 2010–2011: Öyle Bir Geçer Zaman ki
- 2011–2012: Seni Bana Yazmışlar
- 2012: Böyle Bitmesin
- 2014: Kocamın Ailesi
- 2016: Hangimiz Sevmedik
- 2020: Tutunamayanlar
- 2020–2022: Sadakatsiz